# Zasłonak brązowopomarańczowy
Zasłonak brązowopomarańczowy (Cortinarius laetissimus Rob. Henry) – gatunek grzybów należący do rodziny zasłonakowatych (Cortinariaceae).

## Systematyka i nazewnictwo
Pozycja w klasyfikacji według Index Fungorum: Cortinarius, Cortinariaceae, Agaricales, Agaricomycetidae, Agaricomycetes, Agaricomycotina, Basidiomycota, Fungi.
Po raz pierwszy opisał go w 1957 r. Robert Henry we Francji w górskim lesie pod świerkami. Andrzej Nespiak w 1981 r. nadał mu polską nazwę zasłonak najmilszy, Władysław Wojewoda w 2003 r. zarekomendował nazwę zasłonak brązowopomarańczowy.

## Występowanie i siedlisko
Znane jest jego występowanie w Ameryce Północnej, Europie i Azji. W Polsce jego stanowiska podała A. Bujakiewicz w 1979, 2004 i 2018 r.
Grzyb mykoryzowy występujący w górskich lasach iglastych pod świerkami.